# IC 3393
IC 3393 ist eine linsenförmige Zwerggalaxie vom Hubble-Typ SO/a im Sternbild Jungfrau an der Ekliptik. Sie ist schätzungsweise 19 Millionen Lichtjahre von der Milchstraße entfernt und hat einen Durchmesser von etwa 7.000 Lj. Unter der Katalognummer VCC 1122 ist sie als Mitglied des Virgo-Galaxienhaufens aufgeführt.
Im selben Himmelsareal befinden sich u. a. die Galaxien NGC 4438, NGC 4443, IC 3386, IC 3388.
Das Objekt wurde am 10. Mai 1904  vom US-amerikanischen Astronomen Royal Harwood Frost entdeckt.